# (84522) 2002 TC302
(84522) 2002 TC302 هو كويكب، يقع ضمن جرم وراء نبتوني. اكتشف في 9 أكتوبر 2002. وقد اكتشفه مايكل براون.، ووقد اكتشفه تشاد تروخيو.، ووقد اكتشفه دافيد ربينويتز.

## روابط خارجية
- (84522) 2002 TC302 في قاعدة بيانات مختبر الدفع النفاث لأجرام النظام الشمسي الصغيرة

- الاكتشاف · مخطط المدار ·  العناصر المدارية · المعلمات المادية

- (84522) 2002 TC302 على موقع ويكي سكاي: DSS2, SDSS, GALEX, IRAS, Hydrogen α, X-Ray, Astrophoto, Sky Map, Articles and images